# Joan Baptista Siurana i d'Ossó
Joan Baptista Siurana i d'Ossó (Móra d'Ebre, 24 de març de 1786 - ?) fou un oficial graduat de tinent coronel,
emprat en la subinspecció l'exèrcit espanyol a Catalunya i advocat de la seva reial audiència. A més escriví una obra sobre la geografia de Catalunya.
Va cursar filosofia al seminari conciliar de Tortosa, lleis a la universitat d'Osca, on es va graduar de batxiller, i cànons en la de Saragossa. En 1808 va formar una companyia per oposar-se a la usurpació dels francesos amb què es va trobar en diverses accions de guerra fins a la rendició de Mequinensa ocorreguda en 8 de juny de 1810, d'on va ser conduït presoner a França. Durant el seu captiveri, que durà fins al 22 de març de 1813, va aprendre la llengua francesa i italiana, i matemàtiques, i es va dedicar a la lectura d'obres de filosofia, d'economia política, agricultura, geografia i història.
En 1820 sent mestre dels cavallers cadets del regiment d'infanteria del Príncep aprendre la taquigrafia a Badajoz, i en 1825 va passar les estones desocupades al museu de la història natural de Joaquín Salvador de Barcelona, dedicant-se a l'estudi antiguitats i la numismàtica. Fou llavors quan decidir compondre el «Diccionario corográfico del principado de Cataluña», que tenia ja conclòs al juliol de 1825, edició que no es publicà per raó de les circumstàncies d'aquella època i no tenir cabals suficients pota costejar-la. En aquesta obra es descriuen els seus corregiments, partits, bisbats i antigues vegueries, amb els seus confins, principals rius, muntanyes, colls, boscos, llacs, ports, caps, ports, illes, posades, santuaris i monestirs cèlebres que cada un té i la seva explicació; les seves produccions, indústria, fàbriques, mines, pedreres, aigües minerals, salines, veïns i el que paguen de cadastre, amb els pobles que tenen títol de ducat, comtat, marquesat, vescomtat i baronia. Les seves ciutats, viles, llocs, llogarets i estables, pobles amb els quals confinen, autoritats que les governen, corregiment, partit i bisbat a què pertanyen, produccions, població i el que paguen de cadastre; distància a la capital de la província i del partit amb la seva situació topogràfica respecte a aquesta última, els antics senyors dels pobles de senyoriu, un resum històric de les accions de guerra que hi ha hagut, llocs i pestes que han sofert; concilis, sínodes i talls que s'han celebrat, fires que cada any tenen; persones cèlebres que han produït; solars de les antigues famílies nobles d'aquesta província amb la descripció dels seus blasons, les catedrals, col·legiates, parròquies, monestirs i convents, anys de les seves creacions, nom dels seus fundadors, homes cèlebres que en virtut i en lletres; personatges que estan enterrats en les seves esglésies, cossos sants i principals relíquies que s'hi veneren; administracions de la reial hisenda amb el sou que els seus empleats gaudeixen, les seves fàbriques, antigues cases nobles a les quals han donat origen, la descripció dels seus escuts d'armes, amb moltes curiositats i notícies que amenitzen la lectura i la fan útil a tota classe de persones.